# Harry Van Gorkum
Harry Van Gorkum (Londra, ...) è un attore britannico naturalizzato statunitense.

## Biografia
Gorkum nasce a Londra ed effettua gli studi presso l'Università di Lancaster negli anni Ottanta, dove comincia anche la sua carriera di attore. Poco dopo si trasferisce negli Stati Uniti dove inizia prendendo parte in alcune serie televisive (La tata, 'Friends, Will & Grace, Happily Divorced) e poi vari film (Batman & Robin, La Pantera Rosa 2).

## Filmografia

### Cinema
- Batman & Robin, regia di Joel Schumacher (1997)
- Dragonheart 2 - Una nuova avventura, regia di Doug Lefler (2000)
- La Pantera Rosa 2, regia di Harald Zwart (2006)
- Los Angeles di fuoco, regia di Sean Cain (2018)

### Televisione
- La tata - sitcom (1993)
- Friends – sitcom (1994)
- Will & Grace – sitcom (1998)
- 24 – serie TV (2010)
- Happily Divorced – sitcom (2011)

## Doppiatori italiani
Nelle versioni in italiano delle opere in cui ha recitato, Harry Van Gorkum è stato doppiato da:
- Giorgio Locuratolo in La tata
- Stefano De Sando in Dragonheart 2 - Una nuova avventura
- Luca Ward in CSI - Scena del crimine
- Fabrizio Russotto in 24
- Massimo Rossi in NCIS: Los Angeles